# The Fear (Lily Allen)
The Fear is een nummer van de Britse zangeres Lily Allen uit 2009. Het is de eerste single van haar tweede studioalbum It's Not Me, It's You.
Het nummer werd een grote hit in Allens thuisland het Verenigd Koninkrijk, waar het de nummer 1-positie behaalde. In de Nederlandse Top 40 haalde "The Fear" een bescheiden 29e positie. In de Vlaamse Ultratop 50 deed het nummer het met een 6e positie beter dan in Nederland.